# Wólka Zastawska (Białoruś)
Wólka Zastawska (biał. Вулька-Застаўская, biał. Вулька-Заставская) – wieś na Białorusi w rejonie brzeskim obwodu brzeskiego, w sielsowiecie Muchawiec. 

## Geografia
Miejscowość położona 18 km na południowy wschód od centrum Brześcia, a ok. 1 km od Kamienicy Żyrowieckiej, 3 km na północ od Muchawca i 3 km na zachód od Zabłocia. Między Kamienicą Żyrowiecką a Wólką Zastawską płynie rzeczka Kamionka (Каменка, Kamienka), dopływ Muchawca.

## Historia
W XIX w. wieś znajdowała się w gminie Kamienica Żyrowiecka w powiecie brzeskim guberni grodzieńskiej. 
W okresie międzywojennym Wólka Zastawska należała do gminy Kamienica Żyrowiecka w powiecie brzeskim województwa poleskiego. Według spisu powszechnego z 1921 r. była to wieś licząca 6 domów. Mieszkały tu 64 osoby: 25 mężczyzn i 39 kobiet. Wszyscy mieszkańcy byli prawosławni, 44 deklarowało narodowość polską, a 20 białoruską. Folwark Wólka Zastawska, funkcjonujący jako oddzielna jednostka osadnicza, był wtedy miejscowością zniszczoną, względnie niezamieszkaną po I wojnie światowej i wojnie polsko-bolszewickiej.
Po II wojnie światowej Wólka Zastawska znalazła się w granicach ZSRR i od 1991 r. w niepodległej Białorusi.